# Nadia Paradis
Nadia Paradis est une actrice et scénariste canadienne.

## Biographie

### Carrière
En 2022, elle créée une fiction diffusée sur TV5Unis, «Détox», qui aborde les dépendances chez les jeunes,.

## Filmographie
- Maria des Eaux-Vives : Annie Picard
- Jasmine : Isabelle Desjardins
- Alys Robi : L’orpheline
- Super sans plomb : Stéphanie
- Juliette Pomerleau : serveuse bar

## Doublage
- Rachael Leigh Cook dans Nancy Drew[3]
- Megan Fox dans Le Journal intime d'une future star
- Colleen Fitzpatrick dans Dracula 2001
- Kristen Wiig dans La Ville fantôme
- Teryl Rothery dans La Voix des morts : La Lumière
- Samira Wiley dans Baby-sitter malgré lui